# Svenska Botaniska Föreningen
Svenska Botaniska Föreningen (SBF) är en rikstäckande organisation vars syfte enligt stadgarna är att ”som svensk riksförening i botanik samla, tillvarata och främja botaniska intressen samt verka för ökad kännedom om och skydd av vilda växter”.

## Historik
SBF bildades 16 februari 1907 i Stockholm vid ett möte på Stockholms Högskolas botaniska institut för att ”samla och främja de botaniska intressena i landet”. Detta skulle ske genom (1) utgivande av Svensk Botanisk Tidskrift, (2) befordrande av kännedomen om landets växtvärld, (3) exkursioner i olika delar av landet och (4) vetenskapliga sammankomster.
I början dominerades föreningen av universitetsforskare och andra fackbotanister och var begränsad till Stockholmsområdet. Ambitiösa föredrag var en viktig del av verksamheten. Man hade från början som mål att vara ett forum för alla Sveriges botanister och sökte därför kontakt med de botaniska föreningar som fanns sedan tidigare.
Från och med 1970-talet skedde stora förändringar genom att amatörbotaniken tillväxte och fick större roll i SBF. Samarbetet med lokala föreningar ökade och fler anslöt sig som medlemsföreningar. Tidskriften moderniserades betydligt, fick mer populär karaktär och större spridning. Landskapsinventeringar och förlagsverksamhet började.

## Medlemsföreningar
SBF fungerar som en paraplyorganisation för lokala botaniska föreningar. För närvarande (2024) finns 28 medlemsföreningar.
- Biologiska Sällskapet i Oskarshamn
- Botaniska Föreningen i Göteborg
- Botaniska Föreningen i Västmanland
- Botaniska Sällskapet i Jönköping
- Botaniska Sällskapet i Stockholm
- Dalarnas Botaniska Förening
- Dalslands Botaniska Förening
- Fjällbotaniska Trädgårdens vänner
- Föreningen Blekinges Flora
- Föreningen Bohusläns Flora
- Föreningen Norrbottens Flora
- Föreningen Östergötlands Flora
- Föreningen Pite lappmarks Flora
- Föreningen Smålands Flora
- Gävleborgs Botaniska Sällskap
- Gotlands Botaniska Förening
- Hallands Botaniska Förening
- Jämtlands Botaniska Sällskap
- Lunds botaniska Förening
- Medelpads Botaniska Förening
- Sälens Fjällbotaniska vänner
- Uddevalla Botaniska Förening
- Upplands Botaniska Förening
- Värmlands Botaniska Förening
- Västerbottens läns Botaniska Förening
- Västergötlands Botaniska Förening
- Ölands Botaniska Förening
- Örebro Botaniska Sällskap

## Tidskrifter
Samtidigt som SBF grundades startades även Svensk Botanisk Tidskrift. SBF utger även tidskriften Vilda Växter.

## SBFs förlag
SBF har förlagsverksamhet och har gett ut ett antal landskapsfloror och lokalfloror, bestämningslitteratur m.m. samt böcker inom floravård. Man har även en webbutik för litteratur.

## Aktiviteter
Exkursioner och annat fältarbete har varit en del av SBF:s verksamhet sedan starten.
”Botanikdagarna” är ett årligt arrangemang där en lokalförening under tre dagar presenterar intressant flora från sitt landskap för SBF-medlemmar från hela landet, huvudsakligen genom exkursioner men även i föredragsform. Botanikdagarna går runt mellan landskapen. De har arrangerats sedan 1979.
”De vilda blommornas dag” arrangeras årligen av lokalföreningar och vänder sig till allmänheten. Medlemmar i SBF förevisar växter i naturen.
En föreningskonferens ordnas varje år i samband med årsmötet, varvid olika botaniska frågor behandlas och medlemmar från hela landet träffas.
Inventeringsläger ordnas för att undersöka områden där floran är dåligt känd, alltså vita fläckar på kartan. Lägren brukar vara en vecka och medlemmar från hela landet deltar.

## Floravård och naturvård
Floravård och naturvård har senaste årtiondena kommit att spela en allt större roll i SBF:s verksamhet.
Mycket arbete bedrivs genom yttranden, skrivelser och remissvar till olika instanser i frågor om natur- och floravård.
SBF har också en omfattande floraväkteriverksamhet. Floraväktare är personer som har åtagit sig att bevaka en lokal för en sällsynt eller hotad växt och rapportera om denna t.ex. årligen. SBF har varit samordnare för denna verksamhet sedan 2005.

## Stipendier och utmärkelser
SBF har en jubileumsfond som instiftades vid 100-årsjubileet 2007 och är avsedd att ekonomiskt stödja publicering av botaniska skrifter.
Stipendier utdelas till studerande för deltagande i Botanikdagarna.
SBF har en fond kallad ”flora-akuten” som kan  ge begränsat ekonomiskt stöd till akuta floravårdande åtgärder för hotade arter vid behov.
Vidare utdelas en utmärkelse kallad "Guldluppen" årligen till en person som aktivt sprider kunskap om eller skyddar och vårdar den svenska floran.